# Fernand de Montigny
Fernand Alphonse Marie Frédéric de Montigny (* 5. Januar 1885 in Antwerpen; † 2. Januar 1974 ebenda) war ein belgischer Fechter und Hockeyspieler.

## Erfolge
Fernand de Montigny nahm an fünf Olympischen Spielen teil. Bei den Olympischen Zwischenspielen 1906 in Athen schied er in den Einzelkonkurrenzen mit dem Florett und dem Degen jeweils in der zweiten Runde aus, während er mit der Degen-Mannschaft, zu der noch Constant Cloquet, Edmond Crahay und Philippe Le Hardy de Beaulieu gehörten, die Bronzemedaille gewann. Zwei Jahre darauf schied er in London erneut in der zweiten Runde des Degen-Einzels aus. Im Mannschaftswettbewerb sicherte er sich mit Paul Anspach, Désiré Beaurain, Fernand Bosmans, Ferdinand Feyerick, François Rom und Victor Willems eine weitere Bronzemedaille. 1912 war es wiederum die zweite Runde, über die er weder mit dem Florett noch mit dem Degen im Einzel hinauskam. Mit der Degen-Equipe erreichte de Montigny die Finalrunde, die er mit Henri Anspach, Paul Anspach, Robert Hennet, Jacques Ochs, François Rom, Gaston Salmon und Victor Willems auf dem ersten Rang beendete und somit Olympiasieger wurde. Bei den Olympischen Spielen 1920 in Antwerpen landete er im Einzel des Florettwettbewerbs nach dem Erreichen der Finalrunde auf dem sechsten Platz, in der Degenkonkurrenz war er in der dritten Runde ausgeschieden. Besser verlief es in der Mannschaftskonkurrenz mit dem Degen, in der er mit Paul Anspach, Victor Boin, Joseph De Craecker, Ernest Gevers, Félix Goblet d’Alviella, Philippe Le Hardy de Beaulieu, Léon Tom und Maurice de Wée die Finalrunde hinter Italien auf dem Silberrang abschloss. Mit der Florett-Equipe wurde er Sechster. De Montigny gehörte außerdem zum Aufgebot der belgischen Hockeymannschaft, mit der er den dritten Platz erreichte. Bei seiner letzten Olympiateilnahme 1924 in Paris gewann de Montigny sowohl mit der Florett- als auch der Degenmannschaft die Silbermedaille. Bei Weltmeisterschaften
wurde er 1926 in Ostende hinter Georges Tainturier Vizeweltmeister.
De Montigny war der Architekt des Olympiastadions in Antwerpen.